# Cophixalus clapporum
Cophixalus clapporum es una especie de anfibio anuro de la familia Microhylidae.

## Distribución geográfica
Esta especie es endémica de la isla Woodlark en las islas Trobriand en Papua Nueva Guinea.

## Etimología
Esta especie lleva el nombre en honor a George Edward Clapp y su hija Eleanor Elizabeth Christina Keisa Clapp.

## Publicación original
- Kraus, 2012 : Papuan frogs of the genus Cophixalus (Anura: Microhylidae): new synonyms, new species, and a dichotomous key. Zootaxa, n.º 3559, p. 1-36.[3]